# Serpil İskenderoğlu
Serpil İskenderoğlu (n. 15 iulie 1982, Istanbul, Turcia) este o handbalistă turcă ce joacă pentru clubul Kastamonu Bld. GSK și echipa națională a Turciei.
İskenderoğlu a început să joace handbal în 1997, la echipa T.M.O. SK din Ankara. Între 2003 și 2006, în perioada facultății, handbalista a făcut parte din echipa Anadolu Üniversitesi SK. După terminarea facultății, ea s-a transferat pentru un sezon în Germania, la 1. FC Nürnberg, între 2006–2007. În vara anului 2007 s-a întors în Turcia și a jucat pentru echipa Üsküdar BSK din Istanbul, apoi pentru İzmir Büyükşehir Belediyespor. Trei sezoane mai târziu, în 2011–2012, İskenderoğlu s-a transferat la Muratpaşa Bld. SK, în Antalya. În iulie 2015, handbalista a semnat un contract cu Kastamonu Bld. GSK pentru sezonul 2015–16, contract pe care l-a prelungit ulterior.

## Palmares

### Club
- Superliga Turcă de Handbal:
  -  Câștigătoare: 2002[5] (cu T.M.O. SK), 2012[3] (cu Muratpaşa Bld. SK)
  -  Medalie de argint: 2004[6], 2005[6] (cu Anadolu Üniversitesi SK), 2011[7] (cu İzmir B.B. SK)
  -  Medalie de bronz: 2006[6] (cu Anadolu Üniversitesi SK)

- Cupa Turciei:
  -  Câștigătoare: 2005[6] (cu Anadolu Üniversitesi SK)
  - Finalistă: 2004[6] (cu Anadolu Üniversitesi SK)

### Echipa națională
Serpil İskenderoğlu a fost componentă a echipei naționale a Turciei care a câștigat medalia de argint la Jocurile Mediteraneene din 2009, de la Pescara, Italia.
İskenderoğlu a devenit a doua marcatoare, cu 45 de goluri înscrise în cele șase meciuri ale Grupei a 4-a, în calificările pentru Campionatul European din 2012.